# Food of Love (film)
Food of Love (něm. Früchte der Liebe, šp. Manjar de amor, tj. Potrava lásky) je španělsko-německý hraný film z roku 2002 uváděný pod anglickým názvem, který režíroval Ventura Pons podle vlastního scénáře. Film byl natočen podle novely The Page Turner amerického spisovatele Davida Leavitta z roku 1998. Ve filmu hrají převážně britští herci. Snímek o mladém pianistovi byl promítán na filmových festivalech Berlinale, Montreal World Film Festival, San Francisco International Gay & Lesbian Film Festival a Philadelphia International Gay & Lesbian Film Festival.

## Děj
Paul Porterfield je 18letý student hry na klavír, který byl vybrán jako obraceč not slavnému pianistovi Richardu Kenningtonovi, když přijel do San Franciska na turné. Kennington i jeho agent a milenec Joseph Mansourian jsou uneseni mladíkem, ale Paul se z koncertu musí vrátit domů se svou matkou Pamelou. Když se dozví, že její manžel má poměr s jinou ženou a chce se rozvést, rozhodne se s Paulem odjet na delší dovolenou do Španělska. Při jejich pobytu v Barceloně Paul podle plakátu zjistí, že ve městě je Kennington na svém koncertním turné. Vyhledá ho v hotelu a mají spolu sex. Paul seznámí Kenningtona s matkou, která je ráda, že se Paul potkal se slavným pianistou, se kterým se každý den vídá. Kennington kvůli Paulovi nereaguje na Mansourianovy vzkazy, kterému právě umřel pes a chce si s Richardem popovídat. Po týdnu, když mají Paul s matkou odjet do Grenady, jde Pamela za Kenningtona s úmyslem se s ním sblížit, když ale u něj v koupelně objeví spodní prádlo svého syna, raději odejde. Kennington odlétá do New Yorku aniž by se s nimi rozloučil.
Po půl roce už Paul studuje v New Yorku na konzervatoři a má vztah Aldenem, který je o mnoho let starší. Jednou potká ve výtahu Mansouriana, který bydlí ve stejném domě jako Alden. Paul netuší, že Richard a jeho agent jsou pár. Mansourian ho pozve k sobě domů a svede ho. Paul přijíždí na Vánoce do San Franciska k matce, která omylem objeví v jeho kufru fotografii s věnováním od Kenningtona. Uvědomí si dodatečně některé skutečnosti. Paul je mezitím na návštěvě u své bývalé učitelky Olgy Novotny, která mu řekne, že na škole nedělá žádné pokroky a nebude z něj nikdy koncertní pianista. Po návratu domů se pohádá s matkou. Pamela jde na setkání organizace PFLAG, aby se poradila, jak má vycházet se svým synem gayem. Zde jí kamarádka poradí, aby byla upřímná a konfrontovala Paula. Odletí proto do New Yorku a když Paula nenajde doma, zajde do Kenningtonova bytu, neboť netuší, že Paul se s Richardem od Barcelony neviděli. Zde se setká s Kenningtonem i Mansourianem a nechtěně prozradí utajovanou Richardovu aféru s Paulem. Pamela se posléze s Paulem setká u něj v bytě a vše si vysvětlí.

## Obsazení
| Kevin Bishop     | Paul Porterfield   |
| Paul Rhys        | Richard Kennington |
| Juliet Stevenson | Pamela Porterfield |
| Allan Corduner   | Joseph Mansourian  |
| Geraldine McEwan | Olga Novotny       |
| Craig Hill       | Izzy               |
| Leslie Charles   | Tushi              |
| Pamela Field     | Diane              |
| Naim Thomas      | Teddy              |
| Carlos Castañón  | Alden              |